# 바트아이블링 열차 충돌 사고
2016년 2월 9일 독일 바이에른주 바트아이블링에서 통근 열차 Meridian 두 대가 정면 충돌하는 사고가 발생하였다. 최소11명이 사망하였으며, 85명이 부상당했다. 수사를 통해 신호 제어 담당자가 휴대전화 게임에 주의가 분산되어 잘못된 신호를 보낸 것이 원인으로 밝혀졌다.